# Albin Karlemark
Karl Albin Karlemark, född 3 februari 1884 i Långemåla församling, Kalmar län, död 23 maj 1958 i Strängnäs stadsförsamling, Strängnäs, var en svensk trädgårdsmästare.  
Karlemark avlade trädgårdsmästarexamen vid Experimentalfältets trädgårdsskola  1910 och genomgick trädgårdsinstitutet vid Berlin-Dahlem 1912. Han var statsstipendiat för studier av trädgårdsskötsel i Tyskland, Österrike och Schweiz 1911–1914, med anslag av Skolöverstyrelsen vid seminarier och folkskolor i Sverige 1919, med anslag av Lantbruksstyrelsen i England, Nederländerna och Tyskland 1920 samt Tyskland och Schweiz 1922. Han var trädgårdsdirektör och lärare i trädgårdsskötsel vid Strängnäs folkskoleseminarium 1914–1933 och förflyttades till Falu folkskoleseminarium 1933. Han var lärare i trädgårdsskötsel vid lantmannaskolan i Strängnäs 1917–1933 samt föreståndare för stadsplanteringarna där 1915–1933.
Karlemark var hedersledamot av Strängnästraktens trädgårdsodlareförbund, kassaförvaltare i Fältareförbundet från 1919, sekreterare i Dalarnas trädgårdsodlareförbund från 1938, vice ordförande och sekreterare i Falu kristidsnämnd från 1941, kristidsstyrelsens prisombud i Falun och kontrollant av frukt för Dalarna från 1941.